# Arie Posin
Arie Posin est un réalisateur et scénariste américain d'origine israélienne.
Il est surtout connu pour son film de 2005 Génération Rx (The Chumscrubber).

## Biographie
Arie Posin est né en Israël au début des années 1970, un mois après le départ de ses parents anticommunistes de Russie. Son père était cinéaste et membre d'une société intellectuelle clandestine dissidente. Il vit en Israël les premières années de sa vie avant de déménager au Canada pendant huit ans, puis aux États-Unis. 
Arie Posin est diplômé de l'Université de Californie du Sud (USC) en 1993, ce qui, selon lui, est « l'épilogue » de l'école de cinéma après avoir grandi avec son père comme mentor,. Pendant ses études à l'USC, il rencontre le cinéaste Billy Wilder, qui l'encourage à voyager. Il vit ensuite en Irlande, en Israël, en France et en Espagne.
À son retour à Los Angeles, en Californie, Arie Posin commence à travailler dans une agence artistique où il noue des liens avec des agents, des scénaristes et des producteurs. Il écrit des scénarios pour « tenter de percer » dans l'industrie cinématographique depuis dix ans lorsqu'il décide qu'il préfère être réalisateur plutôt que scénariste. Il rencontre le scénariste Zac Stanford, à qui il demande d'écrire le scénario de Génération Rx (The Chumscrubber), et tous deux prévoient de tourner le film avec leurs propres fonds. La petite amie de Posin lui suggère d'envoyer le scénario à cinq producteurs dont Lawrence Bender qui le transmet à sa partenaire Bonnie Curtis. Arie Posin et les producteurs présentent le projet à une soixantaine de sociétés de production, qui déclinent toutes, avant que les fonds ne soient levés et que la production ne commence. The Chumscrubber, avec Jamie Bell, Glenn Close et Ralph Fiennes, est tourné en avril 2004 grâce au financement de la société de production de Bob Yari,  El Camino Pictures. Arie Posin est nommé pour le Saint-Georges d'or du meilleur film au 27e Festival international du film de Moscou,.

## Filmographie partielle

### Au cinéma
- 2005 : Génération Rx (The Chumscrubber)  – réalisateur, scénariste
- 2013 : The Face of Love  – réalisateur, co-scénariste
- 2022 : The In Between  – réalisateur

## Récompenses et distinctions
Arie Posin a remporté trois prix et a été nommé à une reprise